# スカイレンジャー30
スカイレンジャー30（英語: Skyranger 30）は、ラインメタル・エア・ディフェンス（元エリコン）が開発し、2021年に発表された短距離防空砲塔。その役割は、固定翼および回転翼機、グループIおよびIIの無人航空システム（UAS）、徘徊型兵器、巡航ミサイルに対処できる移動システムを地上部隊に提供することにある。

## 開発
冷戦終結後、西側諸国の陸軍の大半は移動式防空資産を売却した。これにより、第二次ナゴルノ・カラバフ紛争などの紛争で実証されたように、21世紀初頭に空の脅威が戻ってきた際に脆弱となるギャップが生じた。これに対処するため、ラインメタル・エア・ディフェンスはスカイレンジャー30コンセプト・デモンストレーターを開発し、2021年3月に公開した。
2023年12月、スカイレンジャー30A1開発テストベッドは、オクセンボーデン試験場での固定モードと移動モードでの実弾演習でテストされた。スカイレンジャー30A3バージョンの全システム認定は、2024年半ばに予定されている。

## 設計

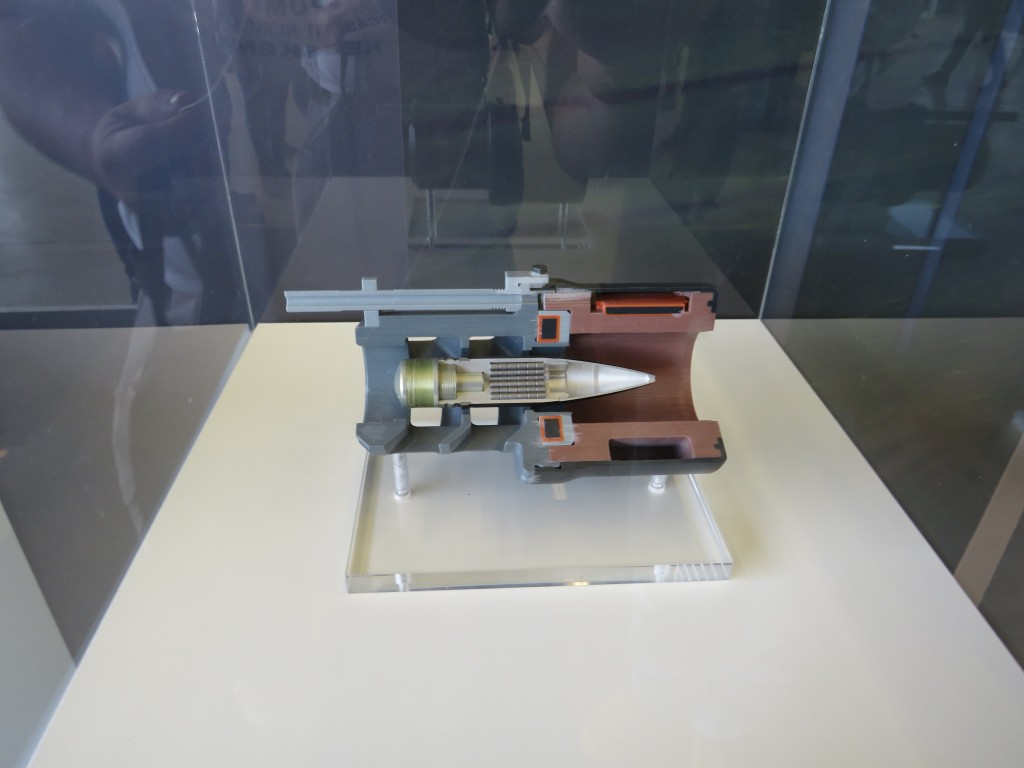
30mm ABM弾のカッタウェイ写真、内部にタングステンの円筒が見える

スカイレンジャー30は、スカイレンジャー35と同じ基本構成を踏襲した直径1.414mの砲塔リングを有する遠隔砲塔であるが、重量が2トンから2.5トンと軽量であるため、より軽量の6輪車両に搭載することが可能である。このシステムは自律的にでもネットワーク経由でも運用可能なように設計されている。

### 武装

#### 主砲
サーブ 37 ビゲンに搭載されているエリコンKCA 30 mm 機関砲の改良型であるKCEが搭載されている。有効射程は3kmとスカイレンジャー35よりは短いが、毎分1,250発と高い発射速度を有している。最大仰角は85度であり、トップアタックのために急降下するターゲットを攻撃することができる。

#### 弾薬
KCE砲から発射される砲弾は30×173mm弾であり、時限信管を備えたエアバースト弾となっている。砲塔には300発の即応弾薬が搭載されるが、これは35mm AHEAD弾を基にしている。
- PMC308：プーマ装甲歩兵戦闘車でも使用されるこの砲弾は、162個の円筒状タングステン子弾を内蔵している。タングステン子弾の重量は合計201グラムとなる[8][9]。
- 合計重量は同じだが子弾の数を500個にした新しい砲弾がPMC455として開発されている[8][7]。

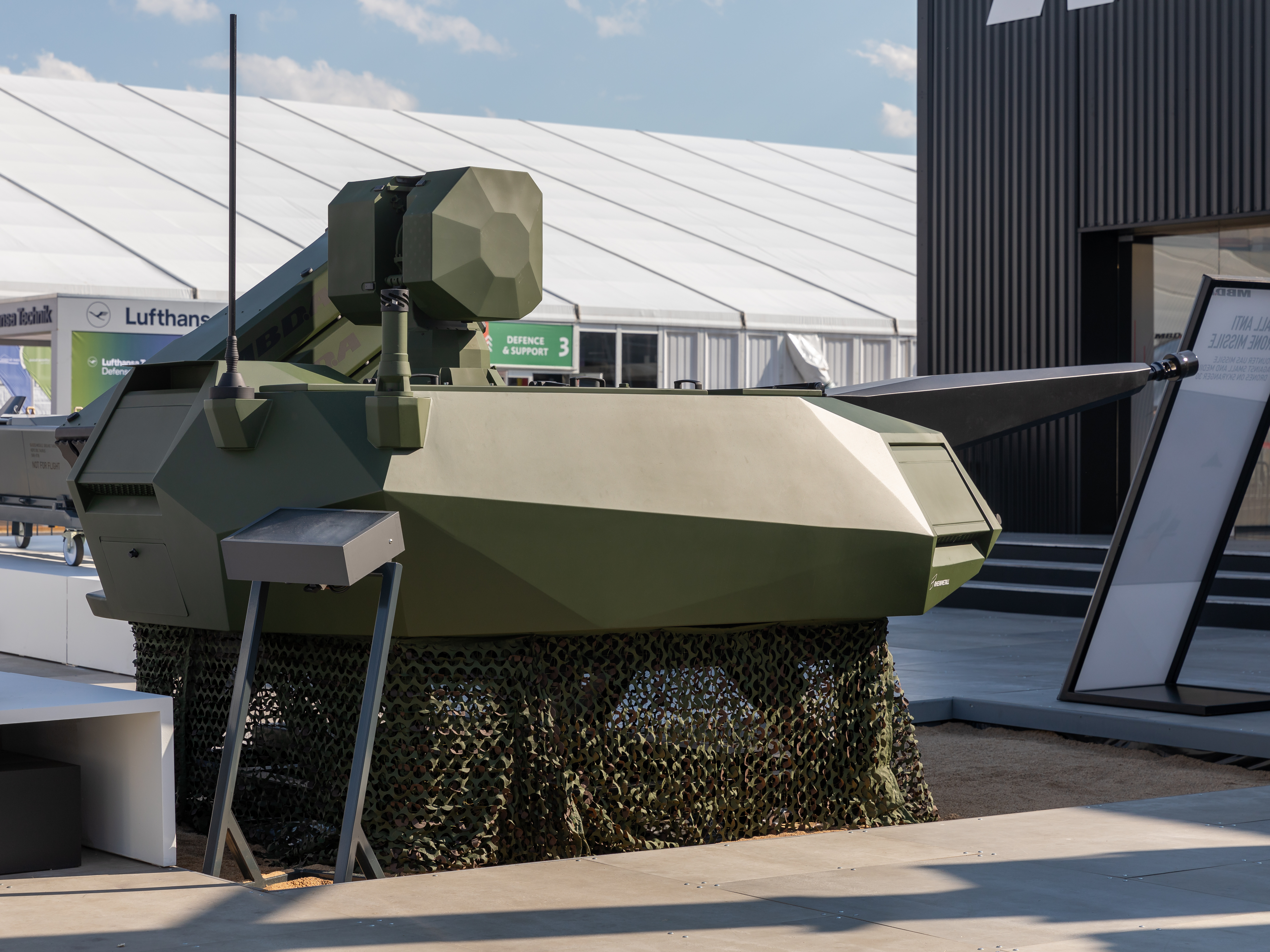
SADMミサイルを搭載した最新型のスカイレンジャー30砲塔。3枚のAESAレーダーパネルだけで360度全周をカバーする。

#### ミサイル
システムの重量を軽減するために、スカイレンジャー30砲塔は短距離型のミサイルと組み合わせることができる。いくつかの選択肢がある：
- レーザービームライディングないし赤外線ホーミングで誘導される、FIM-92 スティンガーやミストラル、スカイナイト（英語版）などの2発ないし4発の短距離地対空ミサイル。ミサイルの種類に応じて、射程は最大9kmまで伸びるが、主砲が最小交戦距離以下の空間をカバーする[1][2][4]。
- 2023年8月、MBDAはスカイレンジャー30向けのミストラル・ミサイル4発の発射機のモックアップを発表した。これは当初の構想に比べて2倍の能力を持つ[10]。
- 2024年のベルリン国際航空宇宙ショーで、ラインメタル・エア・ディフェンス（英語版）とMBDAドイツが、9基の小型対ドローンミサイル（Small Anti Drone Missile、SADM）を搭載した派生型を発表した。SADMはMBDA エンフォーサー（英語版）をベースにしている[11][12][13]。SADMの射程距離は約5～6kmとなっている[14]。

### センサー

#### レーダー
- ヘンソルトは、スカイレンジャー30砲塔向けにSPEXER 2000M 3D MkIII Xバンドレーダーを提案した。このレーダーは、ハンガリーとデンマークのスカイレンジャー同様に[15]、オーストリアとドイツでも採用された[16]。2024年のベルリン国際航空宇宙ショーで展示された最新型の砲塔では、3枚のアンテナパネルで360度全周をカバーしている。これは、各アンテナが 90° の範囲しかカバーしないラインメタル独自の AMMR レーダーとは異なり、各アンテナが 120° の範囲をカバーする SPEXER レーダーがすでに装備されていることを示している。砲塔の前面には、おそらく目標追跡用の小さな平面アンテナがある。SPEXER 2000M 3D MkIIIレーダーの最大範囲は30kmとなっている[8] 。
- スカイレンジャー30が使用するレーダーの選択肢の一つは、ラインメタル・イタリアが開発したSバンドAESA多目的レーダー（AMMR）である。砲塔周辺に統合された5枚のアンテナパネルが360度全周をカバーする。AMMRは20km以上の距離で、RCSが1 m2の航空機を、12kmでホバリング中のヘリコプターを、10kmでミサイルを、5kmでRAM標的および小型の無人航空機を探知できる[1][17] 。

#### 受動型センサー
受動探知のためにラインメタルのFIRST（高速赤外線捜索追尾システム、Fast InfraRed Search and Track）が搭載されており、ヘリコプターのような垂直上昇する標的に最適化されている。識別と追跡は、1台の冷却型中波長赤外線HDサーマルカメラ、1台のフルHDカメラおよび2基のレーザー測距儀（1基は空中標的専用、もう1基が地上標的専用）を含む、コンパクトな標的追跡装置によって処理される。

### 防御
この砲塔は、基本的なレベル2の防弾能力を備えた中心の装甲構造を有しており、これは追加装甲を装備することでレベル4に増強することができる。
その他の特徴としては、それぞれ9個のマルチスペクトル発煙弾を備えた2台のROSY（Rapid Obscuring System、高速遮蔽システム）ランチャー、車長が車体外部から戦場を視認するための車体天井のハッチ、自衛用の武器として使用するために主砲の左側に取り付けられた同軸機銃などがある。公開された写真によれば、ハッチと同軸機銃の両方が砲塔の最終生産バージョンから省略されている。

### プラットフォーム
ドイツの場合、ボクサーがプラットフォームとして選択される公算が高い。ハンガリーはKF-41 リンクスの派生型に興味を示しており、デンマークはピラーニャ Vへの搭載に興味を示している。オーストリアはパンドゥール6×6への搭載を選択した。ピンダッド・バダックは、2022年のインドネシア防衛博覧会およびフォーラムで砲塔のモックアップとともに展示された。

### 将来の機能

#### 電子戦装備
追加のアドオンが検討されており、これにはUAVデータリンクの信号を拾うためのパッシブエミッターロケーター型電子戦システムや、運動エネルギー兵器を使用せずにUAVを無力化するためにそのようなリンクを妨害するRFジャマーが含まれている。

#### 高エネルギーレーザー
2021年後半、ラインメタルはより遠距離で低コストで小型ターゲットを無力化するシステムの能力を高めることを目的とした、スカイレンジャー30高エネルギーレーザー（HEL）を発表した。初期の出力レベルは20kWだが、当面の目標は50kWに引き上げ、理想的な目標は100kWとなっている。

## 運用国

### 将来の運用国
オーストリア（36基発注 + 9基のオプション)
オーストリア軍はパンドゥールEVOに搭載した36基について2024年2月に契約を締結した。この短距離防空システムは2026年から納入される予定で、ミストラル・ミサイルを装備する。この発注には、9基の追加システムのオプションも含まれている。オーストリア向けの砲塔は6x6シャシーの積載重量の小ささから、標準型砲塔に比べて1トン軽量で、ミサイルも2発だけ装備する。
 デンマーク（15基を計画）
デンマーク防衛調達兵站団体は、2023年5月16日に同国のピラーニャ Vにスカイレンジャー30を搭載することを選択したと発表した。デンマークのスカイレンジャーの短距離ミサイルの種類はまだ公式発表されていないが、消息筋によればミストラル・ミサイルになるとのことである。15両の防空車両が購入される。
 ドイツ（プロトタイプ1基 + 18基を発注）
ドイツ陸軍は、2024年3月に総額5億9500万ユーロでGTK ボクサー車両に19基のシステムを発注し、さらに30基の発注が予定されている。この車両にはFIM-92 スティンガーミサイルが搭載される予定である。
最初の19基のシステムには、最初のプロトタイプと18両の量産車両が含まれている。2025年1月、最初のプロトタイプが軍に納入された。
 ハンガリー（18基を計画）
ハンガリー政府は2021年に、リンクスをもとにして、ミストラル・ミサイルを備えたスカイレンジャー30砲塔を使用する防空車両の開発に関する了解覚書に署名した。ラインメタルは、ハンガリー政府から将来のリンクス KF41向けのスカイレンジャー30砲塔の発注を受けた。発注金額は3000万ユーロであり、これにはミストラル・ミサイル搭載の費用も含まれている。ハンガリー軍参謀総長のガボール・ボロンディ大将は、2023年後半のインタビューで「我々はまた、空中目標やドローンの破壊に適したスカイレンジャーシステムを購入する予定である。ドイツやデンマークと共同で開発しており、1、2年以内に準備が整い、導入される予定である」と語った。これは、ハンガリー国防軍が2025年か2026年に最初のスカイレンジャーを受領するであろうことを示している。
未確認の報道によると、ハンガリーはスカイレンジャー30防空車両を18台購入する予定だという。

### 潜在的運用国
リトアニア
評価中。
 アメリカ合衆国
アメリカ陸軍は対空砲システムを模索しており、ラインメタルは2024年8月スカイレンジャー30の提案を行った。この提案にはロッキード・マーティンとの協業での現地生産の可能性も含まれている。